# 拓跋曜
拓跋 曜（たくばつ よう、401年 - 422年）は、北魏の皇族。河南王。

## 経歴
道武帝と王夫人のあいだの子として生まれた。403年、河南王に封ぜられた。5歳のとき、道武帝の前で雀を射当てて、道武帝を驚嘆させた。成長すると、武芸にすぐれ、陽平王拓跋煕らとともに諸軍を率いて練武した。422年、死去した。享年22。

## 子女
7人の子があった。
- 拓跋提（武昌王）
- 拓跋羯児（河間王拓跋脩の後嗣となり、後に略陽王に改封された）

## 伝記資料
- 『魏書』巻16 列伝第4
- 『北史』巻16 列伝第4